# War (film 2019)
War è un film del 2019 diretto da Siddharth Anand.

## Riconoscimenti
- Screen Awards 2019: 
  - Best Choreography
  - Best Action
  - Best Editing
- Filmfare Awards 2020:
  - Miglior cantante in playback femminile a Shilpa Rao
  - Miglior azione
  - Migliori effetti speciali
- International Indian Film Academy Awards 2020:
  - Miglior missaggio sonoro
  - Migliore coreografia
  - Migliori effetti speciali
- Zee Cine Awards 2020: 
  - Best Action
  - Best Choreography
  - Best Special Effects